# Assemblea Federal de Suïssa
L'Assemblea Federal de Suïssa (alemany Bundesversammlung; francès, Assemblée fédérale; italià Assemblea federale; romanx Assamblea federala) és el poder legislatiu i l'autoritat suprema de Suïssa. L'Assemblea està formada per dos cambres d'igual importància: 
- el Consell Nacional de Suïssa, coneguda com la cambra baixa, representa al poble (200 diputats, repartits proporcionalment segons la població de cada cantó).
- el Consell dels Estats de Suïssa, coneguda com la cambra alta, representa els cantons (46 diputats, 2 per cantó i 1 per cada semi cantó Obwalden, Nidwalden, Basilea-Ciutat, Basilea-Camp, Appenzell Ausser-Rhoden i Appenzell Inner-Rhoden sense importar la seva població.

Els dos Consells es reuneixen separadament la major part del temps, encara que qualsevol decisió requereix l'acord de les dues cambres. Per a algunes decisions, com l'elecció del Consell Federal de Suïssa, del Canceller de la Confederació, dels jutges del Tribunal federal o del general de l'exèrcit en cas de guerra o crisi greu, les dues cambres es reuneixen simultàniament. Generalment les dues càmeres es reuneixen quatre vegades a l'any.

## Fotos

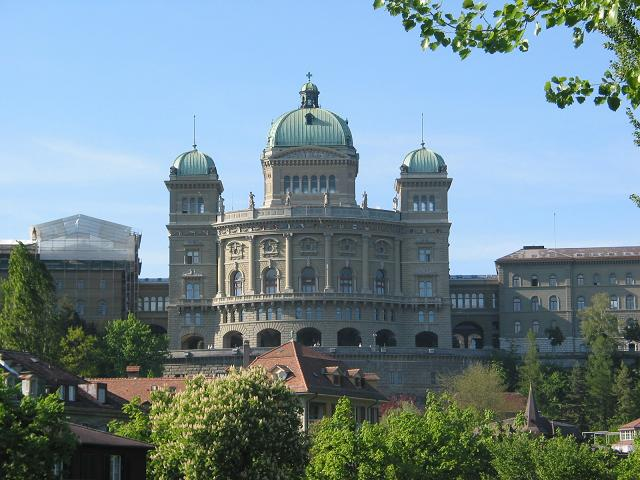
Palau federal
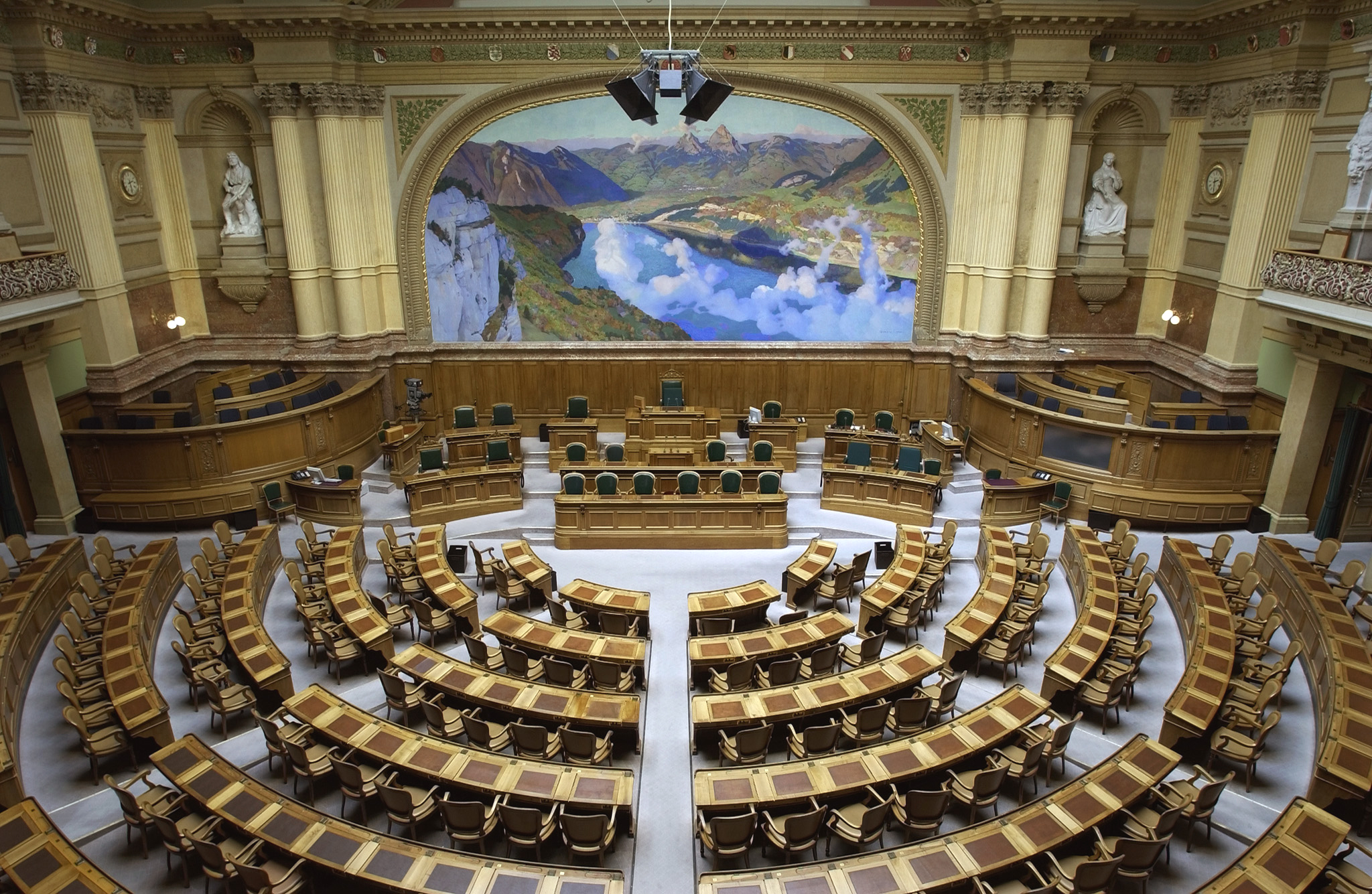
Sala del Consell Nacional
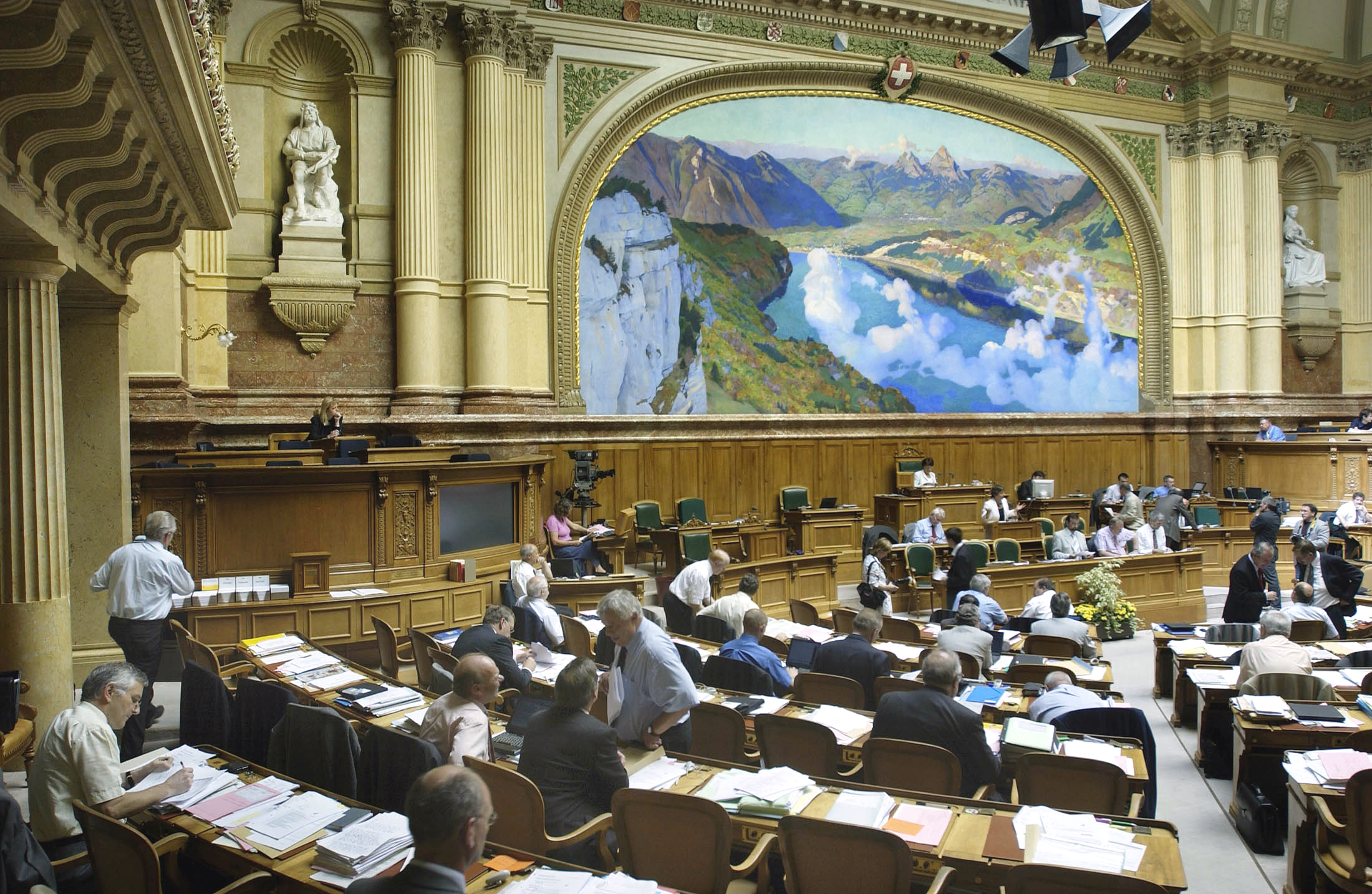
El Consell Nacional en sessió
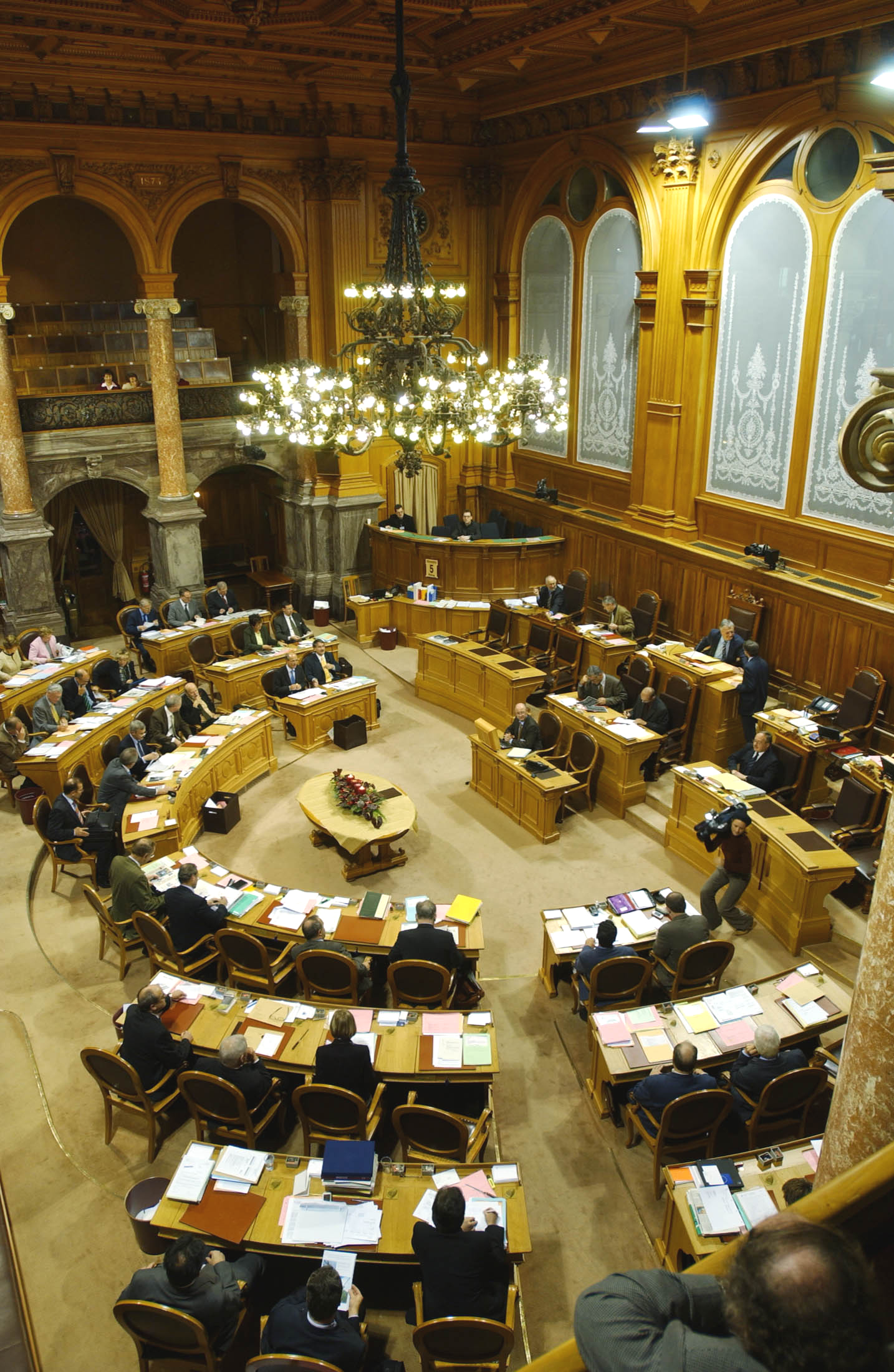
El Consell dels Estats en sessió
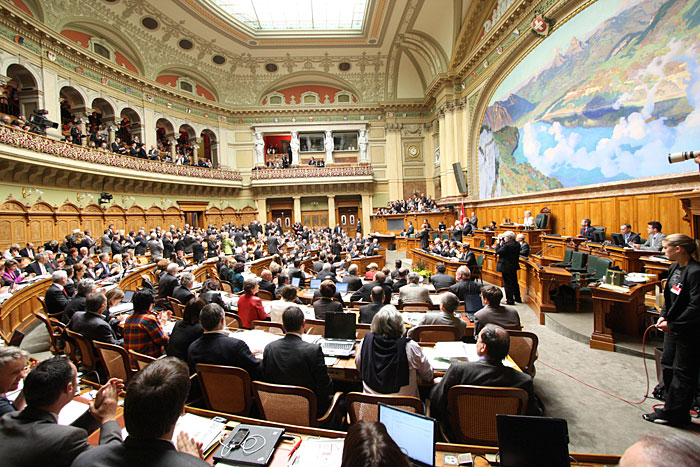
L'Assemblea federal en sessió